# كلورو الميثان (صفحة البيانات)
هذه الصفحة توفر بيانات كيميائية تكميلية عن مادة الكلوروميثان (Chloromethane)

## صحيفة بيانات السلامة
يتطلب التعامل مع هذه المادة الكيميائية اتخاذ احتياطات أمان كبيرة. إضافة إلى ذلك، من المستحسن بشدة البحث عن نشرة بيانات السلامة لهذه المادة من مصدر موثوق مثل SIRI ، و تتبع توجيهاتها. و هي تتوفر في شركة Supelco Inc.

## البنية و الخصائص
| البنية والخصائص            | البنية والخصائص |
| -------------------------- | --- |
| معامل الانكسار ، ن د       | 1.3389 |
| رقم آبي                    | ؟ |
| ثابت العزل الكهربائي ، ε r | 12.9 ε 0 عند 25 درجة مئوية |
| قوة الرابطة                | ؟ |
| طول الرابطة                | ؟ |
| زاوية الرابطة              | ؟ |
| عزم ثنائي القطب            | 1.9 د |
| القابلية المغناطيسية       | ؟ |
| عامل لامركزي               | 0.153 |
| قابلية الانضغاط الحرجة     | 0.268247 |
| عامل الانضغاط              | 0.985 |
| الكثافة                    | 1002.9 كجم/م 3 عند -24.2 درجة مئوية (سائل) </br> 2.55 كجم/م 3 عند -24.2 درجة مئوية (غاز) </br> 2.22 كجم/م 3 عند 0 درجة مئوية (غاز) </br> 2.134 كجم/م 3 عند 15 درجة مئوية (غاز) |
| التوتر السطحي              | 19.5 داين/سم عند 0 درجة مئوية </br> 17.8 داين/سم عند 10 درجة مئوية </br> 16.2 دين/سم عند 20 درجة مئوية                                                                         |
| اللزوجة                    | 0.2280 ميجا باسكال ثانية عند 0 درجة مئوية </br> 0.1784 ميجا باسكال·ثانية عند 20 درجة مئوية </br> 0.1440 ميجا باسكال·ثانية عند 40 درجة مئوية                                    |
| الموصلية الحرارية          | 10.5 mW/(m·K) عند 0 درجة مئوية |

## ضغط بخار السائل
| P بالملم زئبق                | P بالملم زئبق                | 1 | 10    | 40    | 100   | 400   | 760   | 1520 | 3800 | 7600 | 15200 | 30400 | 45600 |
| درجة الحرارة بالدرجة المئوية | درجة الحرارة بالدرجة المئوية | — | -92.4 | -76.0 | -63.0 | -38.0 | -24.0 | -6.4 | 22.0 | 47.3 | 77.3  | 113.8 | 137.5 |

تم الحصول على بيانات هذا الجدول من CRC Handbook of Chemistry and Physics 44th ed.

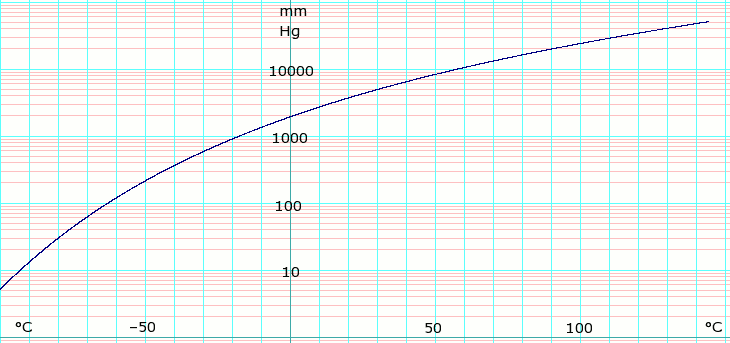
سجل _{10} من ضغط بخار كلوريد الميثيل. يستخدم الصيغة: تم الحصول عليها من CHERIC

## البيانات الطيفية
| الأشعة فوق البنفسجية والمرئية          | الأشعة فوق البنفسجية والمرئية |
| -------------------------------------- | ----------------------------- |
| λ الحد الأقصى                          | ؟ ن م                         |
| معامل الانقراض ، ε                     | ؟                             |
| الأشعة تحت الحمراء                     |                               |
| نطاقات الامتصاص الرئيسية               | ؟ سم − 1                      |
| الرنين النووي المغناطيسي               |                               |
| الرنين النووي المغناطيسي للبروتون      |                               |
| الرنين النووي المغناطيسي للكربون-13    |                               |
| بيانات الرنين المغناطيسي النووي الأخرى |                               |
| آنسة                                   |                               |
| كتل من </br> الأجزاء الرئيسية          |                               |